# Coppa Agostoni 1978
La Coppa Agostoni 1978, trentaduesima edizione della corsa, si svolse il 21 agosto 1978 su un percorso di 209 km. La vittoria fu appannaggio dell'italiano Giuseppe Saronni, che completò il percorso in 5h20'00", precedendo i connazionali Pierino Gavazzi e Gianbattista Baronchelli.

## Ordine d'arrivo (Top 10)
| Pos. | Corridore                | Squadra                    | Tempo    |
| ---- | ------------------------ | -------------------------- | -------- |
| 1    | Giuseppe Saronni         | Scic-Bottecchia            | 5h20'00" |
| 2    | Pierino Gavazzi          | Zonca-Santini              | s.t.     |
| 3    | Gianbattista Baronchelli | Scic-Bottecchia            | s.t.     |
| 4    | Valerio Lualdi           | Bianchi-Faema              | s.t.     |
| 5    | Roger De Vlaeminck       | Sanson-Campagnolo          | s.t.     |
| 6    | Carmelo Barone           | Fiorella Mocassini-Citroën | s.t.     |
| 7    | Vittorio Algeri          | Intercontinentale Ass.     | s.t.     |
| 8    | Bernt Johansson          | Fiorella Mocassini-Citroën | s.t.     |
| 9    | Wladimiro Panizza        | Vibor                      | s.t.     |
| 10   | Gabriele Landoni         | Gis Gelati                 | s.t.     |